# Język wae rana
Język wae rana (a. waerana), także: mbaen, kolor – język austronezyjski używany w indonezyjskiej prowincji Małe Wyspy Sundajskie Wschodnie, w południowo-centralnej części wyspy Flores pomiędzy obszarami występowania języków manggarai i ngadha. Według danych z 2010 roku posługuje się nim 3 tys. osób.
Pomimo niewielkiej liczby użytkowników wae rana odgrywa pewną rolę jako lokalna lingua franca. Odnotowano, że częściowo wypiera pobliski język rongga, zwłaszcza na pograniczu terytoriów Rongga i Waerana.
Istnieją nieliczne publikacje poświęcone temu językowi; sporządzono opis gramatyki w języku indonezyjskim: Morfologi dan sintaksis bahasa Mbaen (1994). Powstał także nieopublikowany słownik: Waérana; Zuid-Centraal Flores: Kamus Waérana I. Waérana-Indonesia II. Indonesia-Waérana (1994).